# Jelcz M121
Jelcz M121 – autobus miejski niskowejściowy produkowany w latach 2000–2004 przez firmę Jelcz w Jelczu-Laskowicach.

## Historia modelu
Wraz ze spadkiem sprzedaży modeli Jelcz M121M i Jelcz M121MB postanowiono wprowadzić w 2000 roku wersję wyposażoną w polski silnik WS Mielec SWT11/302/1 o mocy maksymalnej 162 kW (220 KM) spełniający normę Euro-2. Stosowano w nim osie przednie Jelcz 65N oraz tylne Jelcz MT 1032.A.
Silnik ten stosowany był również w modelu Jelcz 120M/3.
Wyprodukowano zaledwie 11 sztuk Jelcza M121:
- 2000 - 1 sztuka
- 2001 - 3 sztuki
- 2002 - 5 sztuk
- 2003 - 0 sztuk
- 2004 - 2 sztuki